# Pseudonim Anoda
Pseudonim Anoda – spektakl telewizyjny Sceny Faktu Teatru Telewizji z 2007 roku w reżyserii Mariusza Malca, o aresztowaniu i śmierci por. Jana Rodowicza pseudonim „Anoda”, żołnierza batalionu „Zośka”.

## Fabuła
Znany z książki Kamienie na szaniec Aleksandra Kamińskiego porucznik Rodowicz, uczestnik Akcji pod Arsenałem, po II wojnie światowej podjął studia na Politechnice Warszawskiej. Był jednym z animatorów integracji środowiska byłych żołnierzy AK. Bezpieka aresztowała go w grudniu 1948 na podstawie fałszywych oskarżeń. Był torturowany. Zginął 7 stycznia 1949 w niewyjaśnionych okolicznościach w gmachu Ministerstwa Bezpieczeństwa Publicznego przy ul. Koszykowej w Warszawie.

## Obsada
- Łukasz Dziemidok jako Jan Rodowicz „Anoda”
- Jan Englert jako Kazimierz Rodowicz, ojciec Jana
- Grażyna Barszczewska jako Zofia Rodowicz z d. Bortnowska, matka Jana
- Joanna Sydor jako Anna Rodowiczowa
- Maciej Mikołajczyk jako Staszek
- Piotr Bajtlik jako Heniek
- Karolina Piechota jako Ala
- Lech Mackiewicz jako Wiktor, major Ministerstwa Bezpieczeństwa Publicznego
- Łukasz Chrzuszcz jako Rysiek, porucznik Ministerstwa Bezpieczeństwa Publicznego
- Adam Młynarczyk jako Kazik, podporucznik Ministerstwa Bezpieczeństwa Publicznego
- Sebastian Cybulski jako funkcjonariusz MBP
- Paweł Iwanicki jako funkcjonariusz MBP
- Józef Onyszkiewicz jako oddziałowy aresztu MBP
- Olgierd Łukaszewicz jako doktor Konrad Okolski
- Krzysztof Wakuliński jako profesor Wiktor Grzywo-Dąbrowski
- Aleksander Mikołajczak jako asystent
- Lech Dyblik jako Woliński, kierownik zakładu pogrzebowego
- Tomasz Zaród jako grabarz
- Bartosz Warzecha jako Włodek, więzień MBP
- Kacper Kuszewski jako Bogdan, więzień MBP
- Jacek Braciak jako Roman, więzień MBP
- Stanisław Brudny jako listonosz
- Patrycja Kaczmarska jako gość Heńka
- Karolina Kalina jako gość Heńka
- Anna Rakowska jako gość Heńka
- Izabela Warykiewicz jako gość Heńka
- Kamil Dąbrowski jako gość Heńka
- Tomasz Solich jako gość Heńka